# Nutri-Metics Bendon Classic 1992
Nutri-Metics Bendon Classic 1992 — жіночий тенісний турнір, що проходив на відкритих кортах з твердим покриттям ASB Tennis Centre в Окленді (Нова Зеландія). Належав до турнірів 5-ї категорії в рамках Туру WTA 1992. Відбувсь усьоме і тривав з 27 січня до 2 лютого 1992 року. Несіяна Робін Вайт здобула титул в одиночному розряді. 

## Фінальна частина

### Одиночний розряд
Робін Вайт —  Андреа Стрнадова 2–6, 6–4, 6–3
- Для Вайт це був 2-й титул WTA за кар'єру.

### Парний розряд
Розалін Феербенк-Нідеффер /  Раффаелла Реджі —  Джилл Гетерінгтон /  Кеті Ріналді 1–6, 6–1, 7–5